# 康拉德·科澤尼亞克
康拉德·科澤尼亞克（波蘭語：Konrad Czerniak；1989年7月11日—）是一位波蘭游泳運動員。他擅長蝶泳項目。姿2011年游泳世錦賽上，他獲得100名蝶泳的銀牌。在2013年游泳世錦賽上，他獲得100米蝶泳的銅牌。